# Тьокосай Ейсьо
Тьокосай Ейсьо (д/н — після 1801) — японський художник періоду Едо. Представник школи Хосода. Мав також псевдонім Сьоейдо.

## Життя і творчість
Про особисте життя практично відсутні відомості. Був учнем художника Тьобунсай Ейсі. Став одним з найвідоміших послідовників останнього. Розквіт творчості припадає на 1791—1799 роки. В його доробку близько 200 робіт. Працював у жанрі бідзінга (зображення красень). Серед них портрети дівчат в елегантних костюмах і вишуканих позах, зображення красунь. Також є автором жанрових гравюр, темами яких були традиційні японські свята. Найвідомішою стала серія «П'ять фестивалів року».
Особливий успіх Ейсьо принесла серія з 19 окубі-е («зображення великих голів»), що представляють найвідоміших куртизанок кварталу Йошівара — «Змагання красунь веселих кварталів» (1795—1797 роки). Художник ретельно і з любов'ю виписав красу дівчат, їхні тонкі, трохи подовжені обличчя, витончені шиї, розкішне волосся, укладені в високі декоративні зачіски. Прагнучи уникнути одноманітності, Ейсьо впровадив в композицію картин всілякі предмети: курильну трубку, ікебану, чашечки з саке, іграшкового бика, що лежить на подушечці. Для більшої декоративності, задній план на картинах вкривав орнаментальним візерунком або використовував техніку кіра-е, яка надавала зображенню сріблясте мерехтіння.
У 1799—1801 роках здійснив ілюстрації декількох книг, частина з яких створено у жанрі сюнґа (еротичні сцени). Після 1801 року гравюри Тьокосай Ейсьо не створювалися.